# Nikon D40
Nikon D40 je Nikonov model v vstopnem dSLR razredu, predstavljen 16. novembra 2006. Zaradi težnje k čim manjši osnovni ceni, so nekatere funkcije modela D50 poenostavljene v kompletu pa je manj kvaliteten objektiv 18-55mm G-II kit lens. 3. marca 2007 je bil predstavljen izboljšan model D40x z desetimi milijoni slikovnih točk in boljšim tipalom. Model D40 je znan, kot najlažji dSLR fotoaparat na svetu, poleg tega pa je prvi Nikonov dSLR fotoaparat, ki za avtomatsko ostrenje uporablja notranji motor.
Njegov cilj na tržišču je zelo specifičen; ponuditi čim nižjo ceno in podobne značilnosti kot Canon EOS 400D, Pentax K110D in Olympus E-400, vendar ostati konkurenčen s temi dovršenimi prehodnimi fotoaparati. Začetek prodaje je bil pospremljen z novim majhnim kit objektivom (AF-S DX Zoom-Nikkor 18-55mm f/3.5-5.6G ED II);
 in novo bliskavico (i-TTL SB-400), ki omogoča osvetlitev predmetov oddaljenih do 21 m.

## Razlike s predhodnikom D50
Novosti:
- Večji zaslon (2.5")
- Večja ISO občutljivost (3200 prej 1600)
- Lažji in bolj kompakten
- Obdelava slik s fotoaparatom
- Nastavljiv funkcijski gumb
- RGB histogram
- Podpora pomnilniškim karticam SDHC

Poenostavitve:
- Namesto mehanskega fokus motorja se uporablja notranji električni motor
- Tri točkovno samodejno ostrenje (namesto petih točk)
- Odstranjen vrhnji LCD zaslon stanja; informacije so videne na glavnem zaslonu
- Odstranjen neposreden dostop do nastavitve ločljivosti, beline in občutljivosi

## Nikon D40x
6. marca 2007, je Nikon predstavil novost v vstopnem razredu D40x. Medtem ko je po zunanji obliki identičen svojemu predhodniku, se od njega razlikuje po boljšem 10.2 megatočkovnem senzorju CCD, hitrejšem zajemanju zaporednih slika (3 slike na sekundo nameso 2.5), večjem razponu občutljivosti (ISO 100-3200) in daljšem življenjskem času akumulatorskih baterij. Prodaja se samostojno in v kompletu z boljšim teleobjektivom objektivom s stabilizatorjem slike, AF-S DX VR Zoom-Nikkor 55-200mm f/4-5.6G IF-ED.